# بيرند تيله
بيرند تيله (بالألمانية: Bernd Thiele)‏ هو لاعب كرة قدم ألماني في مركز الوسط، ولد في 24 يناير 1956 في Burg auf Fehmarn ‏ في ألمانيا، وتوفي في 26 مارس 2017 في موغان في إسبانيا. لعب مع شالكه 04 وهانوفر 96.

## وصلات خارجية
- بيرند ثييل على موقع قاعدة بيانات كرة القدم.إي يو (الإنجليزية)
- بيرند ثييل على موقع بيانات كرة القدم. دي إي (الألمانية)